# Jan van Beveren
Jan van Beveren (Amsterdam, 5 maart 1948 – Beaumont (Texas) (Verenigde Staten), 26 juni 2011) was een Nederlands doelman in het betaald voetbal, die voor onder meer Sparta en PSV speelde. Hij kwam 32 keer uit voor het Nederlands voetbalelftal.

## Loopbaan

### Clubcarrière

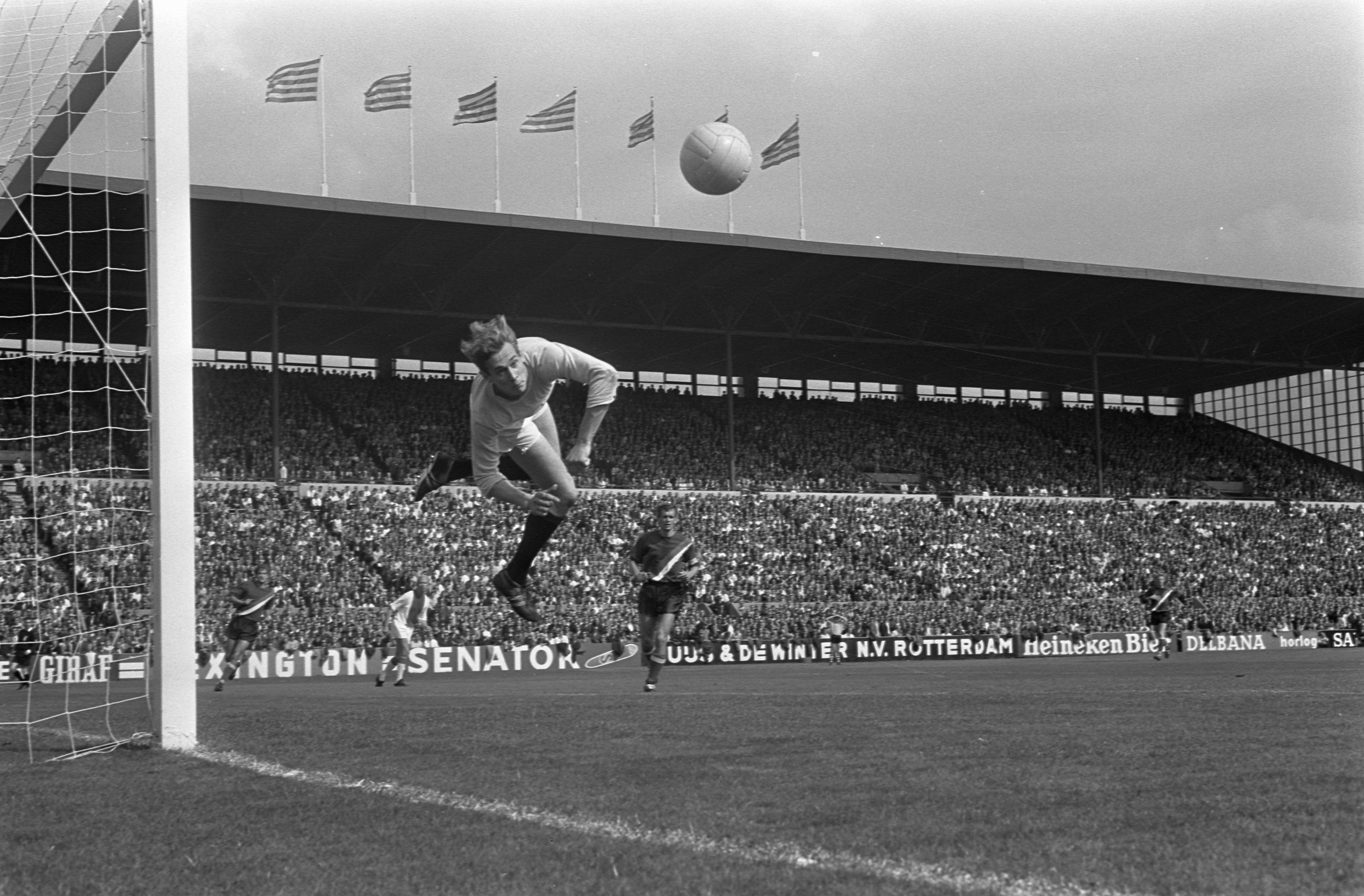
Jan van Beveren (Sparta-Ajax, 1968)

Van Beveren was een zoon van atleet Wil van Beveren, die de zesde plaats veroverde in de finale van de 200 meter sprint op de Olympische Spelen van 1936. Hij groeide op in de Argonautenstraat (nummer 34-1 hoog) in Amsterdam-Zuid. Het gezin verhuisde in 1958 naar Emmen, waar hij zich op vijftienjarige leeftijd in het eerste elftal van VV Emmen speelde. Hij begon in de jeugd als keeper en bleef dat de rest van zijn carrière.
Van Beveren vertrok in 1965 na een ruzie met de trainer van VV Emmen naar Sparta, waar zijn oudere broer Wil jr. al speelde. Hij maakte in 1970 de overstap naar PSV, waarvoor hij tot en met 1980 bijna 300 competitiewedstrijden speelde. Hij werd in de seizoenen 1974/75, 1975/76 en 1977/78 landskampioen en won in 1973/74 en 1975/76 de KNVB beker met de Eindhovense club. Van Beveren won in het seizoen 1977/78 de UEFA Cup met PSV, de eerste Europese prijs in de clubhistorie. Hij speelde in zijn totale carrière 46 wedstrijden in Europees verband (allemaal voor PSV). Daarvan waren er 11 in de Europacup 1, 14 in de Europa Cup II en 21 in de UEFA Cup.
Na tien jaar PSV vertrok mogelijk 'Nederlands beste doelman aller tijden' naar de Verenigde Staten. Hier speelde hij voor Fort Lauderdale Strikers en later Dallas Sidekicks. In Dallas, waar hij in 1985 ging wonen, had hij een postzegelhandel. Daarnaast was Van Beveren ook trainer of keeperstrainer bij verschillende Amerikaanse (amateur)clubs, vaak de jeugdafdelingen. Hij was een tijdje keeperstrainer van FC Dallas, op dat moment actief in de Major League Soccer. Hij trainde niet alleen clubs, maar gaf ook privélessen. Vanaf 2007 was “Yawn” van Beveren in dienst bij Spindletop Select Soccer in Beaumont. Hij was daar het hoofd van vijf trainers, die samen 21 elftallen trainden.
Van Beveren overleed aan een hartstilstand. Hij werd op 63-jarige leeftijd door gezinsleden dood aangetroffen achter de computer in zijn woning in Beaumont.

### Clubstatistieken
| Seizoen | Club                     | Competitie                   | wed. | goals |
| ------- | ------------------------ | ---------------------------- | ---- | ----- |
| 1966/67 | Sparta                   | Eredivisie                   | 2    | 0     |
| 1967/68 | Sparta                   | Eredivisie                   | 34   | 0     |
| 1968/69 | Sparta                   | Eredivisie                   | 34   | 0     |
| 1969/70 | Sparta                   | Eredivisie                   | 31   | 0     |
| 1970/71 | PSV                      | Eredivisie                   | 34   | 0     |
| 1971/72 | PSV                      | Eredivisie                   | 34   | 0     |
| 1972/73 | PSV                      | Eredivisie                   | 33   | 0     |
| 1973/74 | PSV                      | Eredivisie                   | 12   | 0     |
| 1974/75 | PSV                      | Eredivisie                   | 30   | 0     |
| 1975/76 | PSV                      | Eredivisie                   | 29   | 0     |
| 1976/77 | PSV                      | Eredivisie                   | 31   | 0     |
| 1977/78 | PSV                      | Eredivisie                   | 33   | 0     |
| 1978/79 | PSV                      | Eredivisie                   | 22   | 0     |
| 1979/80 | PSV                      | Eredivisie                   | 33   | 0     |
| 1980    | Fort Lauderdale Strikers | North American Soccer League | 16   | 0     |
| 1981    | Fort Lauderdale Strikers | North American Soccer League | 32   | 0     |
| 1982    | Fort Lauderdale Strikers | North American Soccer League | 32   | 0     |
| 1983    | Fort Lauderdale Strikers | North American Soccer League | 30   | 0     |
| 1984/85 | Dallas Sidekicks         | Major Indoor Soccer League   | 30   | 0     |
| 1985/86 | Dallas Sidekicks         | Major Indoor Soccer League   | 3    | 0     |

### Interlandcarrière

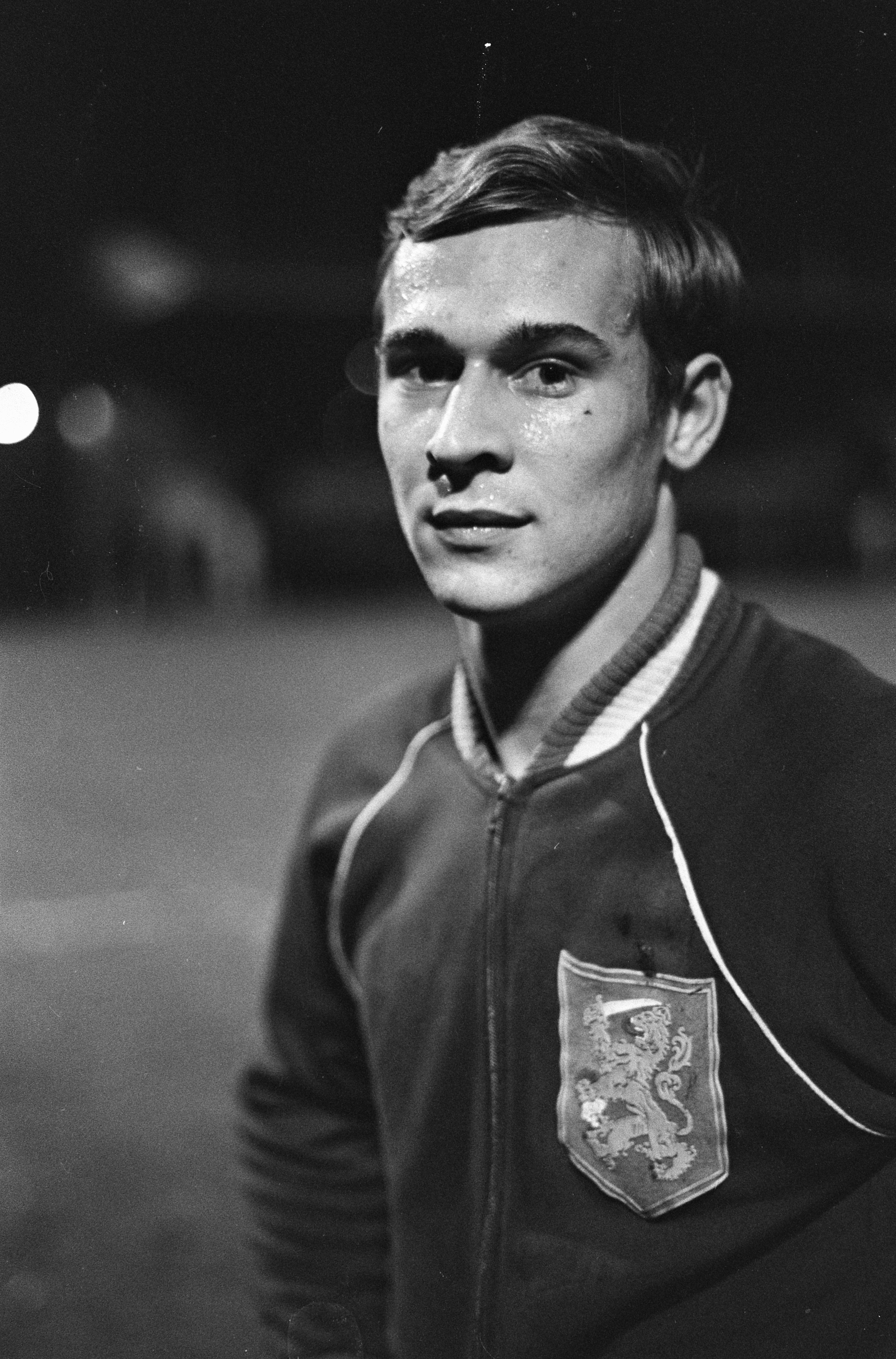
Van Beveren bij Jong Oranje (1967)

Van Beveren maakte op 29 november 1967 op negentienjarige leeftijd zijn debuut in het Nederlands elftal. Hij speelde in totaal 'slechts' 32 interlands, vanwege een ruzie over ongelijke behandeling tussen hem en PSV-ploeggenoot Willy van der Kuijlen enerzijds en de toenmalig Ajacieden Johan Cruijff en Johan Neeskens anderzijds. Dit noodzaakte het tweetal van PSV het Nederlands elftal in 1975 voortijdig te verlaten, terwijl Van Beveren tot op dat moment ruim zes jaar lang de onbetwiste nummer één in het doel van Oranje was. Het conflict verhinderde ook meermaals nieuwe selecties na het WK 1974. Van Beveren speelde oefeninterlands en kwalificatiewedstrijden voor het WK 1970, het EK 1972, het WK 1974, het EK 1976 en het WK 1978, maar was nooit actief op een eindtoernooi. Als gevolg van het conflict bij het Nederlands elftal ontving Van Beveren in 1978 ook doodsbedreigingen en dreigementen aan het adres van zijn kinderen, wat hem er mede toe bracht Nederland te verlaten.

### Interlandstatistieken
| Interlands van Jan van Beveren voor Nederland | Interlands van Jan van Beveren voor Nederland | Interlands van Jan van Beveren voor Nederland | Interlands van Jan van Beveren voor Nederland | Interlands van Jan van Beveren voor Nederland | Interlands van Jan van Beveren voor Nederland |
| №                                             | Datum                                         | Wedstrijd                                     | Uitslag                                       | Soort Wedstrijd                               |                                               |
| Als speler bij Sparta                         | Als speler bij Sparta                         | Als speler bij Sparta                         | Als speler bij Sparta                         | Als speler bij Sparta                         | Als speler bij Sparta                         |
| --------------------------------------------- | --------------------------------------------- | --------------------------------------------- | --------------------------------------------- | --------------------------------------------- | --------------------------------------------- |
| 1.                                            | 29 november 1967                              | Nederland – Sovjet-Unie                       | 3 – 1                                         | Oefeninterland                                |                                               |
| 2.                                            | 7 april 1968                                  | Nederland – België                            | 1 – 2                                         | Oefeninterland                                |                                               |
| 3.                                            | 1 mei 1968                                    | Polen – Nederland                             | 0 – 0                                         | Oefeninterland                                |                                               |
| 4.                                            | 30 mei 1968                                   | Nederland – Schotland                         | 0 – 0                                         | Oefeninterland                                |                                               |
| 5.                                            | 5 juni 1968                                   | Roemenië – Nederland                          | 0 – 0                                         | Oefeninterland                                |                                               |
| 6.                                            | 4 september 1968                              | Luxemburg – Nederland                         | 0 – 2                                         | Kwalificatiewedstrijd WK 1970                 |                                               |
| 7.                                            | 27 oktober 1968                               | Bulgarije – Nederland                         | 2 – 0                                         | Kwalificatiewedstrijd WK 1970                 |                                               |
| 8.                                            | 26 maart 1969                                 | Nederland – Luxemburg                         | 4 – 0                                         | Kwalificatiewedstrijd WK 1970                 |                                               |
| 9.                                            | 16 april 1969                                 | Nederland – Tsjecho-Slowakije                 | 2 – 0                                         | Oefeninterland                                |                                               |
| 10.                                           | 7 mei 1969                                    | Nederland – Polen                             | 1 – 0                                         | Kwalificatiewedstrijd WK 1970                 |                                               |
| 11.                                           | 7 september 1969                              | Polen – Nederland                             | 2 – 1                                         | Kwalificatiewedstrijd WK 1970                 |                                               |
| 12.                                           | 14 januari 1970                               | Engeland – Nederland                          | 0 – 0                                         | Oefeninterland                                |                                               |
| Als speler bij PSV                            |                                               |                                               |                                               |                                               |                                               |
| 13.                                           | 11 oktober 1970                               | Nederland – Joegoslavië                       | 1 – 1                                         | Kwalificatiewedstrijd EK 1972                 |                                               |
| 14.                                           | 11 november 1970                              | Duitse Democratische Republiek – Nederland    | 1 – 0                                         | Kwalificatiewedstrijd EK 1972                 |                                               |
| 15.                                           | 2 december 1970                               | Nederland – Roemenië                          | 2 – 0                                         | Oefeninterland                                |                                               |
| 16.                                           | 24 februari 1971                              | Nederland – Luxemburg                         | 6 – 0                                         | Kwalificatiewedstrijd EK 1972                 |                                               |
| 17.                                           | 4 april 1971                                  | Joegoslavië – Nederland                       | 2 – 0                                         | Kwalificatiewedstrijd EK 1972                 |                                               |
| 18.                                           | 10 oktober 1971                               | Nederland – Duitse Democratische Republiek    | 3 – 0                                         | Kwalificatiewedstrijd EK 1972                 |                                               |
| 19.                                           | 17 november 1971                              | Luxemburg – Nederland                         | 0 – 8                                         | Kwalificatiewedstrijd EK 1972                 |                                               |
| 20.                                           | 16 februari 1972                              | Griekenland – Nederland                       | 0 – 5                                         | Oefeninterland                                |                                               |
| 21.                                           | 3 mei 1972                                    | Nederland – Peru                              | 3 – 0                                         | Oefeninterland                                |                                               |
| 22.                                           | 30 augustus 1972                              | Tsjecho-Slowakije – Nederland                 | 1 – 2                                         | Oefeninterland                                |                                               |
| 23.                                           | 1 november 1972                               | Nederland – Noorwegen                         | 9 – 0                                         | Kwalificatiewedstrijd WK 1974                 |                                               |
| 24.                                           | 19 november 1972                              | België – Nederland                            | 0 – 0                                         | Kwalificatiewedstrijd WK 1974                 |                                               |
| 25.                                           | 28 maart 1973                                 | Oostenrijk – Nederland                        | 1 – 0                                         | Oefeninterland                                |                                               |
| 26.                                           | 2 mei 1973                                    | Nederland – Spanje                            | 3 – 2                                         | Oefeninterland                                |                                               |
| 27.                                           | 22 augustus 1973                              | Nederland – IJsland                           | 5 – 0                                         | Kwalificatiewedstrijd WK 1974                 |                                               |
| 28.                                           | 12 september 1973                             | Noorwegen – Nederland                         | 1 – 2                                         | Kwalificatiewedstrijd WK 1974                 |                                               |
| 29.                                           | 10 oktober 1973                               | Nederland – Polen                             | 1 – 1                                         | Oefeninterland                                |                                               |
| 30.                                           | 3 september 1975                              | Nederland – Finland                           | 4 – 1                                         | Kwalificatiewedstrijd EK 1976                 |                                               |
| 31.                                           | 10 september 1975                             | Polen – Nederland                             | 4 – 1                                         | Kwalificatiewedstrijd EK 1976                 |                                               |
| 32.                                           | 31 augustus 1977                              | Nederland – IJsland                           | 4 – 1                                         | Kwalificatiewedstrijd WK 1978                 |                                               |

## Trivia
- Ruud Doevendans publiceerde in 2007 een boek over Van Beveren, Klem!.[10] Hij sprak hiervoor met zowel Van Beveren zelf als met tientallen mensen met wie hij te maken had in zijn loopbaan, zoals voormalige collega's, concurrenten en (bonds)coaches. In 2023 verscheen onder de titel Van Beveren: Complexe wonderkeeper op jacht naar erkenning een herziene en uitgebreide versie van deze biografie.
- In augustus 2015 werd een tribune in stadion De Oude Meerdijk van FC Emmen vernoemd naar Van Beveren.[11]

## Erelijst
| UEFA Cup   | 1x | 1977/78                   |
| Eredivisie | 3x | 1974/75, 1975/76, 1977/78 |
| KNVB beker | 2x | 1973/74, 1975/76          |